# Saint-Laon
Saint-Laon är en kommun i departementet Vienne i regionen Nouvelle-Aquitaine i västra Frankrike. Kommunen ligger i kantonen Loudun som tillhör arrondissementet Châtellerault. År 2022 hade Saint-Laon 136 invånare.

## Befolkningsutveckling
Antalet invånare i kommunen Saint-Laon
| Referens: INSEE |